# Peter Thiel
Peter Andreas Thiel (11 de octubre de 1967, Fráncfort del Meno, República Federal de Alemania) es un empresario alemán, administrador de fondos de inversión libre y capitalista de riesgo. Fundó PayPal, junto con Elon Musk. Actualmente forma parte de la compañía Clarium Capital, un fondo macroglobal de inversión libre que administra más de dos mil millones de dólares, y es socio administrador de The Founders Fund, un fondo de capital de riesgo de 275 millones de dólares, fundado con Ken Howery y Lucas Nosek en 2004. Fue uno de los primeros inversores de Facebook y forma parte de su consejo de administración.  
Ha figurado en el puesto número 377 de la Forbes 400, con un patrimonio neto de mil trescientos millones de dólares.

## Biografía
Nació en Fráncfort del Meno (Alemania) y creció en Foster City (California). Se clasificó como maestro de ajedrez en Estados Unidos y como uno de los jugadores de más alto rango Sub-21 del país.Estudió filosofía del siglo XX en la Universidad de Stanford. De ideología libertarista, fundó The Stanford Review, el principal periódico libertario-conservador de la universidad.
Tras obtener su título de abogado en Stanford en 1992, trabajó para J.L. Edmondson, juez de la Corte de Apelaciones del Circuito 11, ejerció de abogado, y luego fue "trader"/operador de instrumentos derivados. Finalmente, fundó Thiel Capital Management, un fondo multiestrategia, en 1996. Tras ser cofundador de PayPal, Thiel la sacó a bolsa el 15 de febrero de 2002, y la vendió a eBay por mil quinientos millones de dólares ese mismo año.
Su participación del 3,7 por ciento en PayPal valía aproximadamente 55 millones de dólares en el momento de la adquisición. Inmediatamente después de la venta, Thiel puso en marcha un fondo de inversión libre macroglobal, Clarium, siguiendo una estrategia macroglobal. 
En 2005, Clarium fue aclamado como el fondo macroglobal del año tanto por MarHedge como por Absolute Return, dos revistas del sector. El enfoque de Thiel a la inversión se convirtió en el tema de un capítulo en el libro de Steve Drobny, Dentro de la casa de dinero (Inside The House of Money). Thiel apostó con éxito a que el dólar estadounidense se debilitaría en 2003 y obtuvo importantes ganancias apostando a que el dólar y la energía subirían en 2005.
Aparte de Facebook, Thiel ha hecho inversiones en etapas iniciales en varias empresas nuevas: Slide, LinkedIn, Friendster, Geni.com, Yammer, Yelp, Powerset, Vator, Palantir Technologies, Joyent y IronPort. Los socios originales de PayPal han fundado o invertido en docenas de nuevas empresas con un valor agregado de, según Thiel, alrededor de 30 000 millones de dólares. En 2007 posó para la revista Fortune ataviado de mafioso junto a algunos de esos colegas, entre ellos Elon Musk. A raíz de esa fotografía, en los círculos de Silicon Valley, se le conoce coloquialmente como el Don de la «mafia de PayPal».
Thiel es un comentarista ocasional en CNBC, ha aparecido en numerosas ocasiones tanto en Closing Bell con Maria Bartiromo, como en Squawk Box con Becky Quick.Charlie Rose de PBS lo ha entrevistado dos veces.En 2006, ganó el Premio Lay Herman del espíritu empresarial. En 2007, recibió el honor de ser nombrado Joven Líder Global por el Foro Económico Mundial, como uno de los 250 líderes más distinguidos de 40 años o menos.También se ha informado de que ha asistido a la elitista y altamente secreta conferencia del Grupo Bilderberg en 2007 y 2008. El 7 de noviembre de 2009 obtuvo un doctorado honoris causa de la Universidad Francisco Marroquín.
Las actividades culturales de Thiel han incluido recientemente la producción ejecutiva de "Gracias por fumar", una película basada en la novela de Christopher Buckley del mismo nombre. Es coautor (con David O. Sacks, que produjo Gracias por fumar) del libro El mito de la diversidad: el 'multiculturalismo' y la política de la intolerancia de Stanford, ha escrito 43 artículos para The Wall Street Journal, First Things, Forbes, y Policy Review, la revista de la Institución Hoover (de cuyo consejo de administración es miembro).
En la primavera de 2012 impartió el curso CS 183: Startup en Stanford. Fruto de las notas que tomó en clase Blake Masters se publicó el libro “De cero a uno”, figurando como coautores el propio Masters y Thiel.
Thiel se casó con su compañero Matt Danzeisen en octubre de 2017, en Viena (Austria). Danzeisen trabaja como gestor de cartera en Thiel Capital.

## Facebook
A finales de 2004, hizo una inversión ángel de 500.000 dólares en Facebook. En abril de 2006, intervino en una nueva ronda de inversión en la compañía junto con Greylock Partners, Meritech Capital Partners y Accel Partners por un total (combinado) de 27.500.000 dólares.

## Filantropía
En febrero de 2006, aportó 100.000 dólares de fondos equivalentes para apoyar la campaña de donaciones Singularity Challenge (Desafío Singularidad) del Singularity Institute for Artificial Intelligence. Además, se unió a la junta asesora del Instituto y participó en el Singularity Summit (Cumbre de la Singularidad) de mayo de 2006 en Stanford.
En septiembre de 2006, Thiel anunció que iba a donar 3,5 millones de dólares para fomentar la investigación contra el envejecimiento a través de la fundación Premio del Ratón Matusalén. Dio las siguientes razones para su promesa: "Los rápidos avances en la ciencia biológica apuntan a un tesoro de descubrimientos durante este siglo, incluida la salud y la longevidad dramáticamente mejoradas para todos. Apoyo al Dr. de Grey, porque creo que su revolucionario enfoque para la investigación sobre el envejecimiento acelerará este proceso, permitiendo que muchas personas hoy vivas, así como sus seres queridos, puedan disfrutar de vidas radicalmente más largas y saludables".
En mayo de 2007, Thiel proporcionó la mitad de los 400.000 dólares que se recaudaron en la campaña anual de donaciones Singularity Challenge.
El 15 de abril de 2008, se comprometió a contribuir con 500.000 dólares para el nuevo Seasteading Institute dirigido por Patri Friedman, cuya misión es "establecer comunidades autónomas permanentes en el océano, para permitir la experimentación y la innovación con diversos sistemas sociales, políticos y jurídicos".
Thiel es partidario del Comité para Proteger a los Periodistas, que promueve el derecho de los periodistas a informar libremente sin temor a represalias.

## Política
Al preguntársele sobre sus convicciones políticas en 2006 en una entrevista para la United Press International, Thiel dijo: "Bueno, yo era bastante libertario cuando empecé [en los negocios]. Ahora soy *muy* libertario".
En diciembre de 2007, apoyó a Ron Paul en su candidatura a presidente de Estados Unidos.Es miembro del Partido Republicano.
Profesa que es incapaz de participar en lo que él denomina un "compromiso inaceptable, la política", y cree que la democracia y la libertad se han convertido en incompatibles.
En julio de 2012, hizo una donación de un millón de dólares estadounidenses a la organización sin ánimo de lucro Club for Growth Action, convirtiéndose en el mayor contribuyente del grupo. Club for Growth Action es una organización conservadora con una agenda centrada en recortar los impuestos y en las cuestiones económicas.

## Libros publicados

### Zero to One: Notes on Startups, or How to Build the Future
En este libro habla de sus principios para crear o invertir en startups. A diferencia de una empresa corriente, Thiel afirma que las startups están basadas en una idea única que los demás consideran errónea.Aparte de esta idea, una startup tiene que ser capaz de capturar el valor que genera y poder convertirse en un monopolio.

## Además
Un programa de la televisión alemana le dedicó una canción (en inglés) al estilo de James Bond en la que se criticaba su influencia política. 